# 3812-es busz
A 3812-es jelzésű autóbuszvonal egy Encs és Kány között közlekedő helyközi járat, amelyet a Volánbusz Zrt. üzemeltet Baktakék és Krasznokvajda érintésével.

## Útvonala
Encs autóbusz állomásáról indul. A 3-as főút és Forró irányába hagyja el a várost, majd a településen Fancsal felé halad. Azt követően Baktakék jön, majd Gagyvendégi. Néhány indítás érinti Gagybátort is, azt követően Krasznokvajdát, a környék egyik nagyobbik (már amennyire nagynak mondható egy 500 fős település a 10-150 lakosúak mellett) községe. Tanítási napokon való indítása az iskoláig tart. A naponta közlekedő viszont ezt a kitérést kihagyja (az iskolától Kányra nincs közvetlen eljutási lehetőség), Perecse zsákfalu jön. Ezt követi Büttös, mely után Kány található, melytől nem messze helyezkedik el a szlovák határ.
Ellentétes irányban egy tanítási napokon közlekedő Abaújlak (+ Szanticska), Gadna és Felsővadász településekre is kitér, valamint egyik Encsen a kenyérgyárat is érinti.

## Közlekedése
Indításainak száma alacsony, de hozzájárul a környéken fellelhető zsákfalvak kiszolgáltatottságáért. A hajnali, a reggeli és a délutáni órákban közlekedik, egy-két alkalommal munkanapokon, egy-két alkalommal hétvégén is. Encsen vasúti kapcsolatot nyújt Miskolc és Hidasnémeti felé az állomásán. Egy tanszüneti napokon közlekedő a keresztétei elágazásból indul, Szászfa mellől.
| Útvonala                                     | Indításszáma | Közlekedése               |
| -------------------------------------------- | ------------ | ------------------------- |
| Encs, aut. áll. – Krasznokvajda, iskola      | 1 pár        | tanítási napokon          |
| Encs, aut. áll. – Kány, bolt                 | 1 pár        | naponta                   |
| Keresztétei elág. ➝ Encs, aut. áll.          | 1 oda        | tanszünetben munkanapokon |
| Krasznokvajda, iskola ➝ Baktakék, aut. ford. | 1 oda        | tanítási napokon          |
| Krasznokvajda, óvoda ➝ Baktakék, aut. ford.  | 1 oda        | tanszünetben munkanapokon |

## Megállóhelyei
| 0                                                               | Encs, autóbusz-állomás végállomás               | 0.0 km  | 3720, 3722, 3723, 3728, 3801, 3802, 3803, 3804, 3806, 3808, 3809, 3810, 3811, 3815, 3816, 3819, 3821, 3824 Forró-Encs [90.] |
| Munkanapokon 1 indítás érinti.                                  |                                                 |         | |
| ∫                                                               | Encs, kenyérgyár                                | ∫       | 3801, 3810 |
| 0                                                               | Encs, autóbusz-állomás végállomás               | 0.0 km  | 3720, 3722, 3723, 3728, 3801, 3802, 3803, 3804, 3806, 3808, 3809, 3810, 3811, 3815, 3816, 3819, 3821, 3824 Forró-Encs [90.] |
| Csak az ellentétes irányból érkezők érintik.                    |                                                 |         | |
| ∫                                                               | Encs, iskola                                    | ∫       | 3720, 3722, 3723, 3728, 3802, 3803, 3804, 3806, 3808, 3809, 3810, 3811, 3815, 3816, 3819, 3821, 3824, 3868                  |
| 1                                                               | Encs, gimnázium                                 | 1.3 km  | 3720, 3722, 3723, 3728, 3802, 3804, 3811, 3815, 3816, 3819, 3821                                                            |
| 2                                                               | Encsi elágazás                                  | 1.9 km  | 3720, 3722, 3723, 3728, 3802, 3811, 3815, 3816                                                                              |
| 3                                                               | Forró, fancsali elágazás                        | 3.3 km  | 3720, 3722, 3723, 3728, 3811, 3815, 3816                                                                                    |
| 4                                                               | Fancsal, alsó bejárati út                       | 6.8 km  | 3722, 3723, 3811, 3815 |
| 5                                                               | Fancsal, vegyesbolt                             | 7.3 km  | 3722, 3723, 3811, 3815 |
| 6                                                               | Baktakék, fancsali elágazás                     | 11.2 km | 3716, 3719, 3722, 3811, 3815, 3830                                                                                          |
| 7                                                               | Baktakék, községháza                            | 11.7 km | 3716, 3719, 3722, 3811, 3815, 3830                                                                                          |
| Tanszünetben munkanapokon 1 indítás érinti.                     |                                                 |         | |
| ∫                                                               | Baktakék, autóbusz-forduló vonalközi végállomás | ∫       | 3716, 3719, 3722, 3811, 3815, 3830                                                                                          |
| 8                                                               | Lesetanya                                       | 14.2 km | – |
| 9                                                               | Abaújszolnoki elágazás                          | 17.9 km | 3712, 3718 |
| 10                                                              | Abaújlaki elágazás                              | 19.3 km | 3712, 3717, 3718 |
| Tanítási napokon 1 indítás érinti.                              |                                                 |         | |
| ∫                                                               | Szanticska, bejárati út                         | ∫       | 3712, 3717 |
| ∫                                                               | Abaújlak, autóbusz-váróterem                    | ∫       | 3712, 3717 |
| ∫                                                               | Gadna, községháza                               | ∫       | 3712, 3717 |
| ∫                                                               | Felsővadász, Petőfi utca 1.                     | ∫       | 3712, 3717 |
| ∫                                                               | Gadna, községháza                               | ∫       | 3712, 3717 |
| ∫                                                               | Abaújlak, autóbusz-váróterem                    | ∫       | 3712, 3717 |
| ∫                                                               | Szanticska, bejárati út                         | ∫       | 3712, 3717 |
| 10                                                              | Abaújlaki elágazás                              | 19.3 km | 3712, 3717, 3718 |
| 11                                                              | Gagyvendégi, temető                             | 21.1 km | 3717, 3718 |
| 12                                                              | Gagyvendégi, autóbusz-váróterem                 | 21.7 km | 3717, 3718 |
| 13                                                              | Gagyvendégi elágazás                            | 28.5 km | 3717, 3718, 3719, 3811 |
| Tanítási napokon 3; tanszünetben munkanapokon 2 indítás érinti. |                                                 |         | |
| ∫                                                               | Gagyvendégi, Báthori utca                       | ∫       | 3717, 3718, 3719, 3811 |
| ∫                                                               | Gagybátor, községháza                           | ∫       | 3717, 3718, 3719, 3811 |
| ∫                                                               | Gagyvendégi, Báthori utca                       | ∫       | 3717, 3718, 3719, 3811 |
| 14                                                              | Nyirjestanya, bejárati út                       | 39.4 km | 3717, 3718, 3719, 3811 |
| 15                                                              | Gagyvendégi elágazás                            | 40.1 km | 3717, 3718, 3719, 3811 |
| 16                                                              | Krasznokvajda (Krasznok), Rákóczi utca          | 42.0 km | 3717, 3718, 3719, 3811, 3831                                                                                                |
| 17                                                              | Büttösi elágazás                                | 42.3 km | 3717, 3718, 3811, 3831 |
| Tanítási napokon 3; tanszünetben munkanapokon 1 indítás érinti. |                                                 |         | |
| ∫                                                               | Krasznokvajda, Kossuth út 30.                   | ∫       | 3717, 3718, 3719, 3811, 3831                                                                                                |
| ∫                                                               | Krasznokvajda, óvoda vonalközi végállomás       | ∫       | 3717, 3718, 3719, 3811, 3831                                                                                                |
| ∫                                                               | Krasznokvajda, iskola vonalközi végállomás      | ∫       | 3718, 3811, 3831 |
| Tanítási napokon 3; tanszünetben munkanapokon 1 indítás érinti. |                                                 |         | |
| ∫                                                               | Krasznokvajda, óvoda vonalközi végállomás       | ∫       | 3717, 3718, 3719, 3811, 3831                                                                                                |
| ∫                                                               | Szászfa, pamlényi elágazás                      | ∫       | 3717, 3718, 3719, 3811, 3831                                                                                                |
| ∫                                                               | Keresztétei elágazás vonalközi végállomás       | ∫       | 3718, 3811, 3831 |
| 17                                                              | Büttösi elágazás                                | 42.3 km | 3717, 3718, 3811, 3831 |
| 18                                                              | Perecse, községháza                             | 45.9 km | 3718 |
| 19                                                              | Büttösi elágazás                                | 49.5 km | 3717, 3718, 3811, 3831 |
| 20                                                              | Büttös, autóbusz-váróterem                      | 51.2 km | 3717, 3718, 3811, 3831 |
| 21                                                              | Kányi elágazás                                  | 53.1 km | 3831 |
| 22                                                              | Kány, templom                                   | 55.6 km | 3718, 3831 |
| 23                                                              | Kány, bolt végállomás                           | 56.0 km | 3718, 3831 |